# Bombebælte
Et bombebælte også kaldet selvmordsbælte, selvmordsvest og martyrbælte er et bælte eller vest pakket med sprængstoffer, som bruges af selvmordsterrorister. Desuden er bombebælterne sædvanligvis fyldt med forskellige metaller som søm , skruer, bolte og andet materiale som skal fungere som granatsplinter for at maksimere antallet af tilskadekomne ved eksplosionen.

## Historie
Bombebælter blev taget i brug af De Tamilske Tigre i Sri Lanka, da selvmordsterroristen Thenmuli Rajaratnam i 1991 sprængte sig selv i luften og samtidigt dræbte Indiens præsident Rajiv Gandhi.
I dag er de hovedsageligt brugt af Islamisk Jihad mod civile og militære mål. Terrororganisationer i Tjetjenien og Irak har også brugt selvmordsbomber. I Tjetjenien er det udelukkende kvinder shahidka, der bruger selvmordsbælter, der er fjernstyrede, så kvinden ikke selv bestemmer, hvornår hun skal sprænges.

## Beskrivelse
Bombebælter består almindeligvis af et bælte med en række cylindere fyldt med sprængstof (de facto rørbomber), eller i mere sofistikerede versioner, af plader af sprængstof. Sprængstoffet er omgivet af en kappe af fragmentationsmateriale, der skal producere de primitive granatsplinter, der er ansvarlige for det meste af bombens dødelighed – hvad der i realiteten gør den til en slags krops claymore mine. Alle cylinderne er forbundet med en ledning til en udløser, der almindeligvis ligger i selvmordsterroristens lomme. Eksplosionen minder om en slags mangesidet haglgeværskud. Det meste udbredte og mest farlige splintmateriale er stålkugler på en 3-7 mm. diameter. Andet materiale kan være metal i den rette størrelse som søm, skruer, bolte eller tyk ståltråd. Eksplosionen i sig selv er ikke videre ødelæggende, da der bruges forholdsvist lidt sprængstof, det er granatsplinterne der er skyld i omkring 90% af alle skader påført af bombebælter. Israelske hospitaler har ved røntgenbilleder dokumenteret hundredvis af eksempler på civile gennemhullet med diverse søm og skruer og bolte.
De mest almindelige sprængstoffer brugt af palæstinensiske terrorgrupper i Mellemøsten er det ustabile TATP og Trotyl (TNT). Trotyl er et stærkere sprængstof end TATP, men ikke ideelt da det ikke let kan plastificeres og derved ikke let kan omdannes til bombebælter. Trotyl bliver smuglet ind over grænsen fra Jordan til Vestbredden eller gennem underjordiske tunneler fra Egypten til Gaza, men grundet den forstærkede grænsekontrol har palæstinenserne i stigende grad været nødsaget til at anvende det langt farligere TATP også kendt som "Satans mor" efter dets tilbøjelighed til at springe i luften på uforudsigelige tidspunkter. TATP kan forholdsvist let produceres af ingredienser som brintoverilte og acetone. Men produktionen af TATP og dens ustabilitet har medført et stort antal dræbte bombefabrikanter og selvmordsbombere på vej til målet. Bombefabrikkerne ligger ofte i beboelsesejendomme. Det har medført dræbte civile.
En sjælden gang får terroristerne fingrene i det stærkere sprængstof C-4. Det frigiver omkring 20% mere energi end trotyl og betydeligt mere end TATP. C-4 er også meget medgørligt og kan let omdannes til bombebælter. Men det kan ikke produceres i palæstinensiske hjemmelaboratorier og er svært at få fat på. Skibet Karina A som den israelske kystvagt opbragte den 3. januar 2002 på vej fra Iran til det Palæstinensiske hjemmestyre medbragte to tons trotyl og C-4 (foruden 50 ton våben).
Mistænkte selvmordterrorister isoleres på mindst 15 meters afstand og anmodes om at fjerne tøjet fra overkroppen. Denne fremgangsmåde har medført kritik, når der er tale om mistænkte kvinder.